# モーシェ・ヤアロン
モーシェ・ヤアロン（1950年6月24日 – 、ヘブライ語: משה "באגי" יַעֲלוֹן‎‎）は、イスラエルの政治家、元軍人。第17代国防軍参謀総長。元国防大臣。

## 来歴
1950年6月24日、建国間もないイスラエル国内のハイファ北部のキルヤト・ハイムにて生まれる。生名はモーシェ・スミランスキー（ヘブライ語: משה סמולינסקי‎, イディッシュ語: משה סמאליאנסקי‎ Moše Smolianski, Smilanski）。父親は以前ユダヤ旅団およびハガナーに参加しており、母親は1946年に移民したホロコースト生存者であった。
青年時代、労働シオニズム組織に入り活動。また青年育成プログラムであるナハルに参加し、この時のナハルグループの名前「ヤアロン」を後に名乗ることになった。1968年、18歳で兵役制度によりイスラエル国防軍に入隊し、空挺部隊を志願。消耗戦争のいくつかの作戦を戦い、1971年に任期を終え一度軍を除隊した。
1973年、第四次中東戦争勃発の際、予備役兵として招集され、配属された第55空挺旅団は反抗作戦でスエズ運河を逆渡河しエジプト領内に侵攻した最初の部隊の一つであった。
戦後、幹部候補生として国防軍に復帰。士官学校を修了後、空挺旅団の小隊長、中隊長を務め、空挺偵察部隊の指揮官として1978年のリタニ作戦に従軍した。
1982年のレバノン侵攻作戦には特殊部隊サイェレット・マトカルの戦闘指揮官として従軍し、その後、空挺旅団に復帰し第890空挺大隊長を務めた。イギリスのキャンバリー参謀学校に留学後、大佐に昇進しサイェレット・マトカル司令官となった。司令官の任期満了後、ハイファ大学で政治学の学士を取得。その後空挺旅団の旅団長、ユダヤ・サマリア師団の師団長、機甲師団長などを歴任した。
1995年から1998年までの間イスラエル参謀本部諜報局局長を務めた。2002年7月9日、イスラエル国防軍参謀総長に就任、2005年まで務めた。
軍人を辞めて3年待ったあと2008年に政界転身。2009年の第18回クネセト総選挙にリクードから出馬し初当選を果たす。この選挙で政権を取り戻したリクードのネタニヤフの第32代政府で、副首相と戦略担当大臣を務めた。
2013年の第19回クネセト総選挙でも当選。3月17日よりエフード・バラックの後任として国防大臣を務める。2015年の第20回クネセト総選挙でも当選。2016年5月に国防大臣とクネセト議員を辞任した。そして、新しく連立与党に加わった政党イスラエル我が家(イスラエル・ベイテイヌ)のアヴィグドール・リーベルマンが後任の国防大臣になった。
2019年1月に新しい政党テレムを設立した。この政党は、ベニー・ガンツが率いる政党イスラエル回復党との政治同盟を組んだ。2月、テレムとイスラエル回復党とヤイル・ラピドが率いる政党イェシュ・アティッドは合併し政党連合「青と白」を作った。4月の第21回クネセト総選挙で当選。9月の第22回クネセト総選挙で当選。
2020年の第23回クネセト総選挙で当選したあと、ネタニヤフと協力して連立政権を作ることを決めたガンツに反発して、イェシュ・アティッドとテレムはこの政党連合から離脱し、新しい政党連合イェシュ・アティッドとテレムを作った。
2021年、テレムはこの政党連合から離脱した。ヤアロンは次の選挙に立候補しないことを決めた。

## 発言

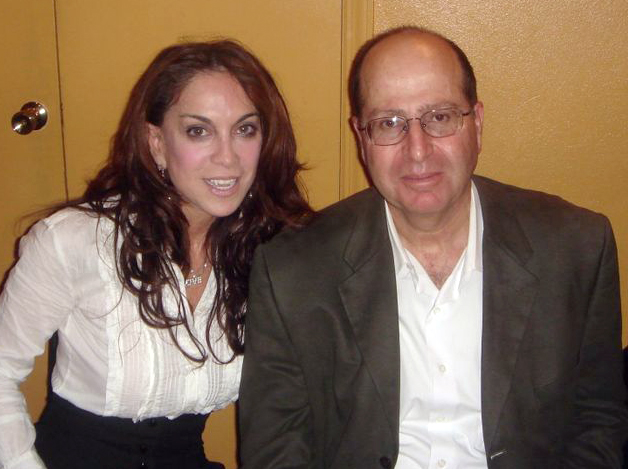
アメリカの反イスラーム的とも云われる活動家パメラ・ゲラー(Pamela Geller)と

ヤアロンは時折物議を醸す発言をすることで知られている。
- 「パレスチナの脅威は癌」

2002年に大手新聞ハアレツ紙に対し、「パレスチナの脅威は切り取らな刈ればならない癌のようなもの」と発言。
- 「イランと対決」

2008年には、「イランとの対決なくして中東の安定化はない」と発言。
- 「ピース・ナウはウィルス」

2009年8月、ヤアロンはユダヤ人右派にとって思い入れが深く、入植地再建論が根強いヨルダン川西岸のホメッシュを訪れる。その際にユダヤ人入植地問題で入植反対を訴えるイスラエルの市民団体「ピース・ナウ」をウィルスと呼んだ。